# Авторське право

© — міжнародний символ авторського права

Авторське право є інструментом власності, права і ключовою галуззю права інтелектуальної власності; воно призначене захищати зовнішню форму вираження об'єкта (твір, малюнок, збірник, фотографія та інше), тобто їхнє «матеріальне втілення». Авторське право не може використовуватись для захисту абстрактних ідей, концепцій, фактів, стилів та технік, що можуть бути використані у творі.
Авторське право історично виникло внаслідок потреби захистити права авторів літературних творів та творів мистецтва; нині Авторське право поширюється фактично на будь-які результати творчої діяльності, включаючи комп'ютерні програми, бази даних, фільми, фотографії і скульптури, архітектурні проєкти, рекламні проспекти, карти і технічні креслення.
Авторські права — це набір суб'єктивних виключних прав, які дозволяють авторам літературних, мистецьких та наукових творів отримати соціальні блага від результатів своєї творчої діяльності.

### Що може бути захищене авторським правом
Практично всі інтелектуальні твори можуть бути захищені як інтелектуальна власність. Інтелектуальна власність ділить всесвіт інтелектуальної творчості на три галузі:
- авторські права;
- торгові марки;
- патенти.

Авторське право захищає вираз, товарний знак, імена, патенти та ідеї. Воно захищає творчі вираження, які були зведені до матеріальної форми, такі як книги, частина музичних записів, комп'ютерних програм, сценарії, картини, фотографії, або кіно.
Товарний знак захищає торгові марки, буквальне маркування елементів у торгівлі. Ідея торгової марки є захист споживачів, надаючи їм деяку упевненість, що елементи, фірми певної марки є справжніми і точно можна сказати де вони виготовились.
Патент захищає інновації.

## Комплекс авторських прав
Основним положенням АП є монопольне право автора на обнародування твору — дію, завдяки якій твір уперше стає доступним для публіки. За життя автора ніхто, крім самого автора, не вправі вирішувати, чи буде випущено у світ його твір, а якщо буде, то коли і яким чином.
В основі систематизації комплексу прав, які охоплюються поняттям «авторське право», лежить їхній поділ на майнові та немайнові. Ці два види прав відрізняються один від одного тим, що майнові права автор може передати третій особі, а немайнові права автора є його невід'ємними правами — і тому не можуть бути передані будь-кому іншому. Строк чинності немайнових прав не обмежується, строк чинності майнових прав встановлюється міжнародними договорами та національним законодавством.

### Немайнові авторські права
В Україні немайнові АП можуть належати виключно фізичній особі. В англійській мові цей вид прав має назву англ. non-proprietary rights або англ. moral rights. У французькій мові цьому виду прав відповідає фр. droit moral. До немайнових прав належать права:
- бути визнаним автором твору (право авторства)
- дозволяти або забороняти використання твору під справжнім ім'ям автора, псевдонімом або без зазначення імені, тобто анонімно (право на ім'я)
- дозволяти або забороняти оприлюднення твору у будь-якій формі включно із правом відкликати твір у будь-який момент до оприлюднення (право на оприлюднення)
- захищати твір, включно із його назвою від будь-якого викривлення, що може нанести шкоду честі та гідності автора (право на захист репутації)

### Майнові авторські права
До цього виду прав належать права дозволяти та забороняти:
- відтворювати твір (право на відтворення)[1]
- поширювати екземпляри твору будь-яким способом (право на поширення)
- імпортувати екземпляри твору у цілях розповсюдження (право на імпорт)
- здійснювати публічну демонстрацію або виконання твору (право на публічну демонстрацію або публічне виконання)
- публічно сповіщати твір для загального доступу шляхом передання у ефір або по кабелю чи за допомогою інших аналогічних засобів або таким чином, що будь-яка особа може мати до нього доступ в інтерактивному режимі із будь-якого місця у будь-який час на власний вибір (право на публічне сповіщення)
- перекладати твір (право на переклад)
- дописувати, домальовувати, аранжувати або іншим способом переробляти твір (право на переробку)[2].

## Термін дії авторського права
Відповідно, до українського законодавства АП діє впродовж усього життя автора й 70 років після його смерті. Якщо твір оприлюднено анонімно або під псевдонімом, який не прямо асоціюється з конкретною людиною й не є загально відомим, то АП діє лише впродовж 70 років після оприлюднення твору. Якщо твір був створений у співавторстві, АП діє впродовж життя його авторів і 70 років після смерті останнього з них.
Після завершення терміну дії АП твори переходять до суспільного надбання. Це означає, що будь-хто може їх вільно використовувати без виплати авторської винагороди нащадкам автора. Разом з тим, авторському праву відомі випадки, коли твори, що перейшли у суспільне надбання, відновлюють свою правову охорону.

## Об'єкти авторського права
Список об'єктів авторського права:
- Літературний твір
- Музичний твір
- Твір образотворчого мистецтва
- Твір декоративно-прикладного мистецтва
- Твір архітектури
- Твір картографії (наприклад, ілюстрації, карти, плани, креслення, ескізи, пластичні твори, що стосуються географії, геології, топографії, техніки, архітектури)
- Фотографічний твір
- Складений твір
- Виступи, лекції, промови, проповіді та інші усні твори
- База даних
- Комп'ютерна програма
- Аудіовізуальний твір
- Сценічний твір (драматичні, музично-драматичні твори, пантоміми, хореографічні та інші номери)
- Твір у галузі науки
- Твір у перекладі (зокрема, тексти перекладів для дублювання, озвучення, субтитрування українською та іншими мовами іноземних аудіовізуальних творів)
- Твір у переробці.

Список об'єктів, що «не є об'єктом авторського права»:
a) повідомлення про новини дня або поточні події, що мають характер звичайної прес-інформації;
b) твори народної творчості (фольклор);
c) видані органами державної влади у межах їх повноважень офіційні документи політичного, законодавчого, адміністративного характеру (закони, укази, постанови, судові рішення, державні стандарти тощо) та їх офіційні переклади;
d) державні символи України, державні нагороди; символи і знаки органів державної влади, Збройних Сил України та інших військових формувань; символіка територіальних громад; символи та знаки підприємств, установ та організацій;
e) грошові знаки;
f) розклади руху транспортних засобів, розклади телерадіопередач, телефонні довідники та інші аналогічні бази даних, що не відповідають критеріям оригінальності і на які поширюється право sui-generis (своєрідне право, право особливого роду).

## Межі авторського права

### Співвідношення ідеї та втілення ідеї
Авторське право захищає матеріальне втілення ідеї, а не саму ідею. Цей принцип є ключовою відмінністю між правовими режимами захисту об'єктів промислової власності та об'єктів авторського права. Філософський аналіз співвідношення ідеї та втілення ідеї вперше здійснив Іммануїл Кант у 1785 році у своєму трактаті «Von der Unrechtmäßigkeit des Büchernachdrucks».
Якщо хтось написав книгу, у якій описано новий спосіб організації книжок на бібліотечній полиці, Авторське право не забороняє читачу книги вільно використати цей спосіб або розповісти про нього іншим. Авторське право охороняє лише конкретний текст книги, у якій описано цей спосіб. Якщо зазначений спосіб відповідає ознакам патентоздатності, особа, що його винайшла, може отримати на нього патент. У цьому випадку охоронятися буде сам спосіб, і його автор отримає можливість дозволяти або забороняти будь-яке використання цього способу. Однак у такому випадку охорона буде отримана із використанням механізмів права промислової власності, а не авторського права.
У окремих випадках ідеї можуть бути втілені лише у один спосіб або обмежену кількість способів. У такому випадку авторське право не може бути застосоване навіть до втілення ідеї. У праві Сполучених Штатів така концепція отримала назву доктрини поєднання, оскільки у цьому випадку відбувається поєднання ідеї та її втілення.

### Доктрини першого продажу та вичерпання прав
Авторське право не обмежує власника копії твору від продажу належної йому копії, за умови, що ця копія була отримана із дозволу власника прав на твір або у інший передбачений законом спосіб. Отже здійснення повторного продажу книги або компакт-диску, що захищені авторським правом буде вважатися легітимною дією. У праві Сполучених штатів ця юридична концепція отримала назву «доктрина першого продажу». У низці європейських країн її називають вичерпанням прав.

### Сумлінне використання
Авторське право забороняє не будь-яке використання твору. Статті 21—25 Закону України «Про авторське право та суміжні права» передбачають низку випадків, у яких використання твору дозволяється без необхідності отримання дозволу автора, «але з обов'язковим зазначенням імені автора і джерела запозичення». До таких випадків відносяться:
- Вільне використання твору із зазначенням імені автора у низці ситуацій
- Вільне відтворення бібліотеками та архівами примірників твору репрографічним способом[5] (факсимільне відтворення)
- Вільне відтворення примірників твору для навчання (крім комп'ютерних програм)
- Створення однієї резервної копії комп'ютерної програми, модифікація і декомпіляція її для досягнення сумісності іншими програмами, виправлення помилок у програмі, якщо це не заборонено автором
- Вільне відтворення творів у особистих цілях (крім комп'ютерних програм).

## Історія авторського права
Уже 2300 років тому в Афінській республіці існували право на захист цілісності твору і заборона вносити до нього зміни. Оскільки переписувачі й актори досить вільно поводилися із творами знаменитих авторів трагедій, у 330 р. до н. е. було прийнято закон, відповідно до якого оригінали творів трьох великих класиків підлягали збереженню в офіційному архіві. Актори повинні були дотримуватися офіційного тексту. Це вважається одним з перших випадків охорони авторського права[джерело?].
Значно актуальнішим це питання стало з появою друкарського верстата і, відповідно, можливості тиражувати літературні твори за допомогою механічних процесів. Видавцям доводилося вкладати значні суми в придбання паперу, у виробництво друкарських машин, а також в наймання робочої сили, що передбачало авансування коштів, які відшкодовуються від продажу друкованої продукції. У такій ситуації, за відсутності якої-небудь форми охорони від конкурентів, що продають незаконні копії, інвестування у видавничу справу було небезпечною і ризикованою справою, яка часто призводила до розорення підприємців. Йшов пошук забезпечення якої-небудь форми охорони; і вона з'явилася у формі привілеїв, що надаються владою. Такі привілеї давали виняткові права відтворення і розповсюдження твору протягом певного часу і надавали засоби захисту для здійснення права книговидання за допомогою штрафів, арештів, конфіскацій підроблених копій і, можливо, стягнення збитків.

### Відмінності між двома системами авторського права
Історично склалися дві системи авторського права — системами загального (США, Велика Британія) і цивільного права (Німеччина, Франція). Концептуальна різниця між ними полягає в тому, що перші охороняють лише майнові права, другі — майнові і немайнові права.

### Становлення міжнародної системи охорони авторського права
Міжнародний механізм охорони авторських прав виник з підписанням у 1886 р. Бернської конвенції про охорону літературних і художніх творів. Наступні перегляди Бернської конвенції, укладання нових угод і договорів вдосконалювали міжнародну систему охорони авторського права.

### Становлення авторського права в Англії
В 1557 р. королева Марія Тюдор схвалила Хартію Організації книговидавців, відповідно до якої тільки члени Організації мали право на видавництво книг. До того ж, друкуватися могли лише ті твори, дозвіл на друк яких був наданий короною. Організація була уповноважена конфісковувати несанкціоновані примірники — таким чином створилася монополія на друк та розповсюдження творів. Автори за таких умов виконували виключно функцію їх написання. Отримуючи від автора дозвіл на твір, книговидавець одержував ексклюзивне авторське право на нього та сплачував автору символічний гонорар. Отже, у XVI ст. автор визнавався носієм авторського права тільки de facto. До XVIII ст. королівська влада зберігала контроль за друком і продажем книжок.
1709 року в Англії з'явився Статут королеви Анни, нині визнаний першим офіційним положенням про авторське право. Предмет цього закону був відображений в його довгому заголовку як підтримка вчення і закріплення за уповноваженими власниками права власності на копії книжок. Закон закріплював за автором виняткове право на перевидання книжки протягом 14 років з часу першої її публікації; автор міг передавати це право видавцеві, що звичайно і робилося. Закон передбачав також повторний термін охорони на 14 років, який надавався автору за життя. Таким чином, загальний термін охорони авторського права становив 28 років з дати першої публікації. Відносно книжок, уже надрукованих на момент прийняття Закону, передбачався єдиний термін охорони протягом 21 року. Особлива увага приділялася охороні від несанкціонованого копіювання опублікованих творів. На практиці найбільшу вигоду отримали ви-давці-книготоргівці. Закон встановлював умови реєстрації і депонування: опубліковані книжки повинні були реєструватися в Stationers Hall (Центрі книговидавництв), а копії депонуватися для користування в університетах і бібліотеках (кількість копій в кінцевому підсумку досягла дев'яти).
У XVIII ст. неодноразово виникали тривалі спори і судові розгляди з питань співвідношення авторського права згідно із загальним правом і Статутом Анни. Остаточне рішення було прийняте у 1774 році Палатою лордів у справі Дональдсон проти Беккета. Згідно із загальним правом за автором закріплювалося виняткове право на видання творів, але після опублікування права на авторський твір регулювалися лише Статутом. Регулювання прав на неопубліковані твори на основі загального права тривало до прийняття у 1911 році Закону про авторське право, який його скасував. Існуюче авторське право в Англії ґрунтується на положеннях цього закону.

### Становлення авторського права у Франції
У Франції перехід від системи привілеїв до системи авторського права був частиною загальних змін у житті країни, зумовлених революцією, що скасували привілеї всіх видів, включаючи привілеї видавців. У 1791 і 1793 роках Конституційна асамблея прийняла два декрети, які заклали основу французької системи авторського права. Декретом 1791 року забезпечувалося право автора на публічні виконання протягом усього його життя, а також протягом 5 років після його смерті на користь його спадкоємців і осіб, яким відступалося це право. Декретом від 1793 року автору надавалося виняткове право перевидання його творів протягом життя, а також 10 років після його смерті на користь його спадкоємців і правонаступників. Як бачимо, таке вирішення питання відрізняється від норм Статуту Анни. У Франції ці права розцінюються як «права автора» і використовуються протягом життя автора незалежно від опублікування і дотримання такої формальності як реєстрація.

### Становлення авторського права у США
Авторське право в Сполучених Штатах Америки базувалося значною мірою на первинних положеннях англійського Статуту Анни. Так, перший федеральний американський закон, прийнятий у 1790 році, передбачав термін охорони книжок, географічних карт і морських карт протягом 14 років з дати першої публікації, який міг бути продовжений за життя автора і за умови дотримання суворих вимог реєстрації і депонування. Ці особливості зберігалися в праві Сполучених Штатів до 1976 року, коли було прийнято чинний нині закон, що встановив термін охорони протягом життя автора і додатково 50 років (нині — 70 років) після його смерті, тим самим привівши його у відповідність із законами практично всіх країн, де діє авторське право. Однак Закон 1976 року (до приєднання США до Бернської конвенції) зберігав вимоги реєстрації та депонування, джерелом походження яких був Статут Анни 1709 року.

### Авторське право в Російській імперії
У Російській імперії авторське право, яке діяло і на території нинішньої України, з'явилося у XIX ст. Книговидавничу справу до кінця XVIII ст. вважали державною монополією. За відсутності конкуренції між видавцями не було об'єктивних передумов для зародження авторського права. Автори одержували кошти для існування з інших джерел. Так, «віршування для Ломоносова було іноді розвагою, але переважно посадовою вправою» (О. С Пушкін).
Авторське право Російської імперії було тісно пов'язане з цензурним законодавством. У 1816 р. Міністерство народної освіти видало розпорядження, яке вимагало, щоб при поданні рукописів на цензуру до них додавали докази прав видавця на їх друк. Вперше захист авторських прав у Російській імперії було юридично оформлено в 1828 р. шляхом доповнення Цензурного статуту розділом «Про авторів і видавців книжок», яка надавала авторам виключні права на власні твори протягом життя автора і його спадкоємцям протягом 25 років після смерті автора. Надалі цей термін було збільшено до 35 років. Цей закон став фактично першим нормативним актом щодо авторських прав в Росії.
У 1830 р. було затверджене нове Положення про права авторів, перекладачів і видавців, згідно з яким охороні підлягали статті в журналах, приватні листи, хрестоматії та який надав можливість продовжувати строк охорони творів на 35 років після смерті автора. У 1845 і 1896 роках було визнано право на музичну та художню власність. У 1875 р. строк захисту авторського права після смерті автора був збільшений до 50 років. У 1877 р. норми авторського права були перенесені з Цензурного статуту до Законів цивільних (т. X, ч. 1 Зводу законів Російської імперії).
20 березня 1911 р. було прийнято Положення про авторське право, ст. 33 якого вперше закріпила право авторів на переклад їхніх творів. Законодавець відмовився від конструкції «літературна та художня власність», замінивши її поняттям «виключні права».

### Авторське право в СРСР
1925 року в СРСР було ухвалено «Основи авторського права» й затверджені ЦВК і РНК СРСР, доповнені 16 травня 1928 року. Документ визнав за авторами виключне право на їхні твори, яке за законом 1925 року було чинним протягом 25 років від моменту першого видання або публічного виконання твору, а в 1928 році перетворилося щодо більшості творів на довічне право автора. Основи передбачали перехід авторських прав до спадкоємців на 15 років після смерті автора. Твори використовували на основі договорів з авторами, умови яких досить детально регулював закон. Разом із тим не вважали порушенням авторського права переклад твору іншою мовою, використання чужого твору для створення нового, суттєво відмінного від першого, публічне виконання чужих опублікованих творів без дозволу автора, але з виплатою винагороди тощо.
В СРСР авторське право визнавалось за громадянами СРСР незалежно від того, де створено чи вперше опубліковано твір, а за іноземцями — при умові, якщо твір вперше опубліковано в СРСР або коли він є в СРСР у вигляді рукопису, картини тощо. Авторське право визнавалось також за юридичними особами. СРСР та УРСР не приєдналися до міжнародних договорів про поширення авторського права за межі країни, в якій видано твір, і не приєдналися до так званого «Бернського союзу» для захисту авторського права. У СРСР авторське право за загальним правилом тривало протягом життя автора і переходило до його спадкоємців на 15 років. В УРСР для спадкоємців М. П. Старицького, І. К. Тобілевича, М. Л. Кропивницького, М. М. Коцюбинського, М. В. Лисенка та деяких інших діячів української культури строки авторського права були продовжені, оскільки вони не могли використати свої права за дореволюційних часів. Автор мав право випускати твір під своїм ім'ям, під псевдонімом чи анонімно, право визначати готовність твору до видання, а також вимагати, щоб у твір ніхто не вносив змін без його згоди. Авторові надавалось право розпоряджатися твором, укладати договори про використання його та одержувати авторську винагороду (гонорар). Радянське авторське право дозволяло перекладати літературні твори без погодження з автором. Якщо твір видавався чи виконувався на сцені російською мовою у перекладі з української, автор оригіналу мав право на гонорар. Передавати по радіо опубліковані літературні та музичні твори можна було без згоди автора і без виплати гонорару, а виконувати їх на сцені можна й без згоди автора, але з виплатою йому певного відсотка від надходжень за продаж квитків.
8 грудня 1961 року були затверджені Основи цивільного законодавства Союзу РСР і союзних республік, четвертий розділ яких присвячений авторському праву. Чинні до того норми авторського права були суттєво переглянуті з погляду подальшого розширення прав авторів, зміцнення їхніх позицій щодо організацій, які використовують їхні твори, скорочення переліку винятків в авторському праві.
У зв'язку із приєднанням СРСР у 1973 році до Всесвітньої конвенції про авторське право (1952) вперше було закріплено право автора на переклад твору, до 25 років збільшено строк дії авторського права після смерті автора, розширено коло суб'єктів авторського права.
31 травня 1991 року були прийняті нові Основи цивільного законодавства Союзу РСР і республік, які заборонили вільне оприлюднення творів у кінострічках, радіо- і телепрограмах, публічне виконання опублікованих творів без згоди автора, а також розширили коло творів, що підлягають охороні, продовжили строк дії авторського права до 50 років після смерті автора, вперше запровадили охорону суміжних прав. Через розпад СРСР Основи не набули чинності на території України.

### Авторське право в Україні
6 лютого 1929 р. постановою Центрального виконавчого комітету і Ради народних комісарів УСРР було затверджено перший український Закон «Про авторське право». Закон складався з 32 статей, був спрямований на стимулювання творчості, захист прав авторів і базувався на Основах авторського права Союзу РСР 1928 р. Прийняттю цього закону передувало бурхливе десятиліття боротьби і пошуків нових форм діяльності у різних сферах життя, зокрема і в галузі авторського права. Зокрема, було прийнято ряд постанов, які суперечили принципам авторського права як такими і свободі та правам людини загалом.
Наприклад, у декреті РНК від 11 березня 1919 р. «Про відміну спадкування» мовилося: «Право спадкування як за законом, так і за духовним заповітом на все майно, що перебуває на території Української Соціалістичної Радянської Республіки, незалежно від громадянства спадкоємців, скасовується». А в постанові Всеукраїнського кінокомітету від 2 квітня 1919 р. «Про заборону приватних кіно- і фотозйомок вуличних подій, маніфестацій тощо» зазначалося: «Від дня опублікування цієї постанови забороняється в межах усієї України будь-яка приватна вулична кіно- і фотозйомка вуличних подій, маніфестацій, пересування військ тощо. Всі наявні в приватних руках вуличні кіно- і фотозйомки, зроблені після 1 січня 1919 р., повинні бути подані до Всеукраїнського комітету. Невиконання цієї постанови тягне за собою передачу суду революційного трибуналу і конфіскацію апаратів».
30 січня 1925 р. ЦВК і РНК Союзу РСР прийняли постанову «Про основи авторського права». Постановою ЦВК та РНК СРСР від 16 травня 1928 р. були затверджені Основи авторського права в новій редакції, які з певними змінами та доповненнями, діяли на території України до початку 60-х pp. XX ст. Ці акти хоча й передбачали можливість примусового викупу авторського права на будь-який твір за рішенням Уряду СРСР, проте розглядали це як тимчасовий захід, який практично не застосовувався. За всіма авторами визнавалося виключне право на створені ними твори, яке за Законом 1925 р. мало чинність 25 років від моменту першого видання або першого публічного виконання твору, а з 1928 р. стало довічним правом автора щодо більшості творів. Передбачався перехід авторських прав до спадкоємців на 15 років після смерті автора. Використання творів дозволялося не інакше як на підставі договорів з авторами, умови яких детально регулювалися законом. Разом з тим Основи авторського права містили широкий перелік випадків вільного використання творів.
18 липня 1963 p. Закон Української РСР затвердив Цивільний кодекс Української РСР, четвертий розділ якого (статті 475—513) був присвячений авторському праву. У зв'язку із приєднанням СРСР у травні 1973 р. до Всесвітньої конвенції про авторське право (1952) до четвертого розділу Цивільного кодексу УРСР були внесені певні зміни та доповнення.
З утворенням України як самостійної держави й орієнтацією її на розвиток ринкових відносин дався взнаки недостатній рівень охорони в ній авторських прав. Виникла потреба у зміні чинного законодавства про авторське право, приведенні його у відповідність до міжнародного законодавства. З прийняттям Верховною Радою України 23 грудня 1993 р. Закону України «Про авторське право і суміжні права», який набув чинності з дня опублікування — 23 лютого 1994 р., та з ухваленням 16 січня 2003 р. Цивільного кодексу України, глава 36 якого присвячена авторському праву, інших законодавчих актів в Україні було створено правову базу для цивілізованого регулювання відносин, пов'язаних із використанням творів науки, літератури, мистецтва.
У 2013 Торгове представництво США (Office of the United States Trade Representative, USTR) в своїй щорічній спеціальній доповіді поставило Україну на перше місце в списку країн, які не забезпечують ефективний правовий захист інтелектуальної власності. Навіть державні органи України часто користуються неліцензованим комп'ютерним софтом.
«Це стало підсумком багаторічної заклопотаності у зв'язку з постійними крадіжками інтелектуальної власності, вкоріненими порушеннями авторських прав, чому потурає уряд». За словами авторів доповіді, Україна очолила список заслужено і йшла до цього не один рік..
1 грудня 2022 прийнятий нині чинний Закон України «Про авторське право і суміжні права».

## Захист авторського права
Захист авторського права — одна з важливих категорій теорії цивільного та цивільно-процесуального права. Під захистом авторських прав слід розуміти передбачені законом заходи із їхнього визнання, припинення їхнього порушення, застосування до правопорушників заходів юридичної відповідальності. Захист особистих немайнових і майнових прав суб'єктів авторського права здійснюється в порядку, встановленому адміністративним, цивільним і кримінальним законодавством.

### Порушення
Порушення немайнових прав автора називається плагіатом.
Порушення майнових прав автора називається контрафакцією або «піратством».
Порушення авторських і суміжних прав, а саме незаконне відтворення, розповсюдження творів науки, літератури і мистецтва, комп'ютерних програм і баз даних, а так само незаконне відтворення, розповсюдження виконань, фонограм, відеограм і програм мовлення, їхнє незаконне тиражування та розповсюдження на аудіо- та відеокасетах, дискетах, інших носіях інформації, або інше умисне порушення авторського права і суміжних прав, якщо це завдало матеріальної шкоди у значному розмірі передбачає кримінальну відповідальність[джерело?].

## Відомі судові справи або юридичні суперечки у галузі авторського права

### Суперечка щодо прав на українське видання «Маленького принца»
На початку вересня 2005 року українське видавництво «Кальварія» видало книгу Антуана де Сент-Екзюпері «Маленький принц» українською мовою. Виключні права на українське видання цієї книжки «Кальварія» отримала від французького видавництва «Галлімар»[неавторитетне джерело]. «Кальварія» стала першим українським видавництвом, що отримало дозвіл на публікацію перекладу «Маленького принца» від власника прав на цей твір. Одразу після цього видавництво розпочало активну кампанію із переслідування тих видавництв, які публікували «Маленького принца» українською мовою. Попри низку невизначених юридичних питань (законодавство України у галузі авторського права допускає існування декількох версій перекладів за умови, що кожен видавець отримає дозвіл на видання перекладу від власника прав на оригінальний твір), кампанію, проведену «Кальварією», можна визначити як один із перших та найпомітніших прикладів організованого захисту авторських прав та прав видавців[джерело?].

## Авторське право як форма ринкового інтервенціонізму
Авторське право є формою ринкового інтервенціонізму. Його регулювання державою може мати як позитивні, так й негативні наслідки для функціонування ринків.

## Нестандартні випадки надання авторського права
- Біблія, видана у Великій Британії за часів правління короля Якова Стюарта, є суспільним надбанням в усьому світі. Однак для видання цієї книги у Великій Британії необхідне отримання дозволу правлячого монарха. Подібний особливий статус у Великій Британії та її колишніх домініонах має назву «авторське право корони» (англ. crown copyright).